# Física mineral
La física mineral es la ciencia de los materiales que componen el interior de los planetas, particularmente la Tierra. Se superpone con la petrofísica, que se centra en las propiedades de la roca completa. Proporciona información que permite la interpretación de mediciones de superficie de ondas sísmicas, anomalías de gravedad, campos geomagnéticos y campos electromagnéticos en términos de propiedades en el interior profundo de la Tierra. Esta información se puede utilizar para proporcionar información sobre la tectónica de placas, la convección del manto, el geodínamo y los fenómenos relacionados. 
El trabajo de laboratorio en física mineral requiere mediciones de alta presión. La herramienta más común es una celda de yunque de diamante, que usa diamantes para poner una pequeña muestra bajo presión que puede acercarse a las condiciones en el interior de la Tierra. 

## Creando altas presiones

### Compresión de choque
Muchos de los estudios pioneros en física mineral involucraron explosiones o proyectiles que someten una muestra a un choque. Durante un breve intervalo de tiempo, la muestra está bajo presión a medida que pasa la onda de choque. Mediante este método se han logrado presiones tan altas como cualquiera en la Tierra. Sin embargo, el método tiene algunas desventajas. La presión es muy no uniforme y no es adiabática, por lo que la onda de presión calienta la muestra al pasar. Las condiciones del experimento deben interpretarse en términos de un conjunto de curvas de densidad de presión llamadas curvas de Hugoniot.

### Prensa multi-yunque
Las prensas multi-yunque implican una disposición de yunques para concentrar la presión de una prensa sobre una muestra. Típicamente, el aparato usa una disposición de ocho yunques de carburo de tungsteno en forma de cubo para comprimir un octaedro de cerámica que contiene la muestra y un horno de cerámica o metal Re. Los yunques se colocan típicamente en una gran prensa hidráulica. El método fue desarrollado por Kawai y Endo en Japón. A diferencia de la compresión de choque, la presión ejercida es constante y la muestra se puede calentar usando un horno. Presiones de aproximadamente 28 GPa (equivalente a profundidades de 840 km), y temperaturas superiores a 2300 °C, puede lograrse utilizando yunques de WC y un horno de cromita de lantano. El aparato es muy voluminoso y no puede alcanzar presiones como las de la celda de yunque de diamante (abajo), pero puede manejar muestras mucho más grandes que pueden enfriarse y examinarse después del experimento. Recientemente, se han desarrollado yunques de diamantes sinterizados para este tipo de prensa que pueden alcanzar presiones de 90 GPa (2700   profundidad de km).

### Célula de yunque de diamante

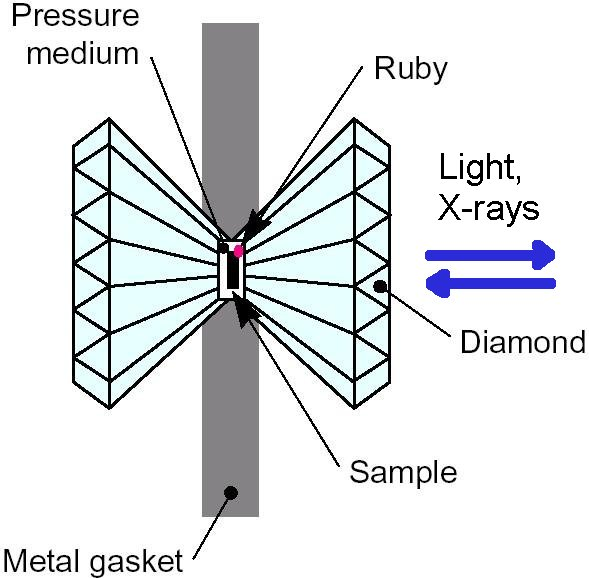
Esquemas del núcleo de una célula de yunque de diamante. El tamaño del diamante es de unos pocos milímetros como máximo.

La celda de yunque de diamante es un pequeño dispositivo de sobremesa para concentrar la presión. Puede comprimir una pequeña pieza de material (tamaño submilimétrico) a presiones extremas, que pueden superar los 3.000.000 de atmósferas (300 gigapascales). Esto está más allá de las presiones en el centro de la Tierra. La concentración de presión en la punta de los diamantes es posible debido a su dureza, mientras que su transparencia y alta conductividad térmica permiten una variedad de sondas para examinar el estado de la muestra. La muestra se puede calentar a miles de grados. 

## Creando altas temperaturas
Alcanzar temperaturas en el interior de la tierra es tan importante para el estudio de la física mineral como crear altas presiones. Se utilizan varios métodos para alcanzar estas temperaturas y medirlas. El calentamiento resistivo es el más común y más simple de medir. La aplicación de un voltaje a un cable calienta el cable y el área circundante. Hay disponible una gran variedad de diseños de calentadores, incluidos los que calientan todo el cuerpo de la celda de yunque de diamante (DAC) y los que se ajustan dentro del cuerpo para calentar la cámara de muestra. Se pueden alcanzar temperaturas inferiores a 700 °C en el aire debido a la oxidación del diamante por encima de esta temperatura. Con una atmósfera de argón, se pueden alcanzar temperaturas más altas de hasta 1700 °C sin dañar los diamantes. Los calentadores resistivos no han alcanzado temperaturas superiores a 1000 °C. 
El calentamiento por láser se realiza en una celda de yunque de diamante con láser Nd: YAG o CO2 para alcanzar temperaturas superiores a 6000k. La espectroscopía se usa para medir la radiación de cuerpo negro de la muestra para determinar la temperatura. El calentamiento por láser continúa extendiendo el rango de temperatura que se puede alcanzar en la celda de yunque de diamante, pero sufre dos inconvenientes significativos. Primero, las temperaturas por debajo de 1200 °C son difíciles de medir con este método. En segundo lugar, existen grandes gradientes de temperatura en la muestra porque solo se calienta la porción de muestra golpeada por el láser.     

## Propiedades de los materiales

### Ecuaciones de estado
Para deducir las propiedades de los minerales en la Tierra profunda, es necesario saber cómo varía su densidad con la presión y la temperatura . Tal relación se llama ecuación de estado (EOS). Un ejemplo simple de una EOS que predice el modelo de Debye para vibraciones de red armónica es la ecuación de estado de Mie-Grünheisen:  </br>
{\displaystyle \left({\frac {dP}{dT}}\right)={\frac {\gamma _{D}}{V}}C_{V},}
dónde {\displaystyle C_{V}} es la capacidad calorífica y {\displaystyle \gamma _{D}} es la gamma de Debye. Este último es uno de los muchos parámetros de Grünheisen que juegan un papel importante en la física de alta presión. Una EOS más realista es la ecuación de estado Birch-Murnaghan. : 66–73 

### Interpretando velocidades sísmicas
La inversión de datos sísmicos proporciona perfiles de velocidad sísmica en función de la profundidad. Estos aún deben interpretarse en términos de las propiedades de los minerales. Francis Birch descubrió una heurística muy útil: al trazar datos para una gran cantidad de rocas, encontró una relación lineal de la velocidad de la onda de compresión {\displaystyle v_{p}} de rocas y minerales de peso atómico promedio constante {\displaystyle {\overline {M}}} con densidad {\displaystyle \rho }: </br>
{\displaystyle v_{p}=a{\overline {M}}+b\rho } .
Esta relación se conoció como la ley de Birch. Esto hace posible extrapolar velocidades conocidas para minerales en la superficie para predecir velocidades más profundas en la Tierra. 

### Otras propiedades físicas
- Viscosidad
- Fluencia (deformación)
- Derritiendo
- Conducción eléctrica y otras propiedades de transporte.

### Métodos de interrogación de cristales
Existen varios procedimientos experimentales diseñados para extraer información de cristales individuales y en polvo. Algunas técnicas se pueden usar en una celda de yunque de diamante (DAC) o en una prensa de yunque múltiple (MAP). Algunas técnicas se resumen en la siguiente tabla. 
| Técnica                     | Tipo de yunque | Tipo de ejemplo                 | Información extraída   | Limitaciones                              |
| --------------------------- | -------------- | ------------------------------- | ---------------------- | ----------------------------------------- |
| Difracción de rayos X (DRX) | DAC o MAP      | Polvo o cristal único           | parámetros de la celda |                                           |
| Microscopía Electrónica     | Ninguno        | Polvo o cristal único           | Grupo de simetría      | Solo mediciones de superficie             |
| Difracción de neutrones     | Ninguno        | Polvo                           | parámetros de la celda | Muestra grande necesaria                  |
| Espectroscopía infrarroja   | DAC            | Polvo, Cristal Único o Solución | Composición química    | No todos los materiales son IR activos    |
| Espectroscopía Raman        | DAC            | Polvo, Cristal Único o Solución | Composición química    | No todos los materiales son Raman activos |
| Dispersión de Brillouin     | DAC            | Cristal individual              | Módulos elásticos      | Necesita una muestra ópticamente delgada  |
| Interferometría ultrasónica | DAC o MAP      | Cristal individual              | Módulos elásticos      |                                           |

### Cálculos de primeros principios
Utilizando técnicas numéricas de mecánica cuántica, es posible lograr predicciones muy precisas de las propiedades del cristal, incluida la estructura, la estabilidad termodinámica, las propiedades elásticas y las propiedades de transporte. El límite de tales cálculos tiende a ser el poder de cómputo, ya que los tiempos de ejecución de cómputo de semanas o incluso meses no son infrecuentes. : 107–109 

## Historia
El campo de la física mineral no se nombró hasta la década de 1960, pero sus orígenes se remontan al menos a principios del siglo XX y el reconocimiento de que el núcleo externo es fluido porque el trabajo sísmico de Oldham y Gutenberg mostró que no permitía que las ondas de corte se propagaran.
Un hito en la historia de la física mineral fue la publicación de Density of the Earth por Erskine Williamson, un físico matemático, y Leason Adams, un experimentalista. Trabajando en el Laboratorio de Geofísica en la Carnegie Institution de Washington, consideraron un problema que había desconcertado a los científicos durante mucho tiempo. Se sabía que la densidad promedio de la Tierra era aproximadamente el doble que la de la corteza, pero no se sabía si esto se debía a la compresión o los cambios en la composición en el interior. Williamson y Adams asumieron que las rocas más profundas se comprimen adiabáticamente (sin liberar calor) y derivaron la ecuación Adams-Williamson, que determina el perfil de densidad a partir de las densidades medidas y las propiedades elásticas de las rocas. Midieron algunas de estas propiedades usando una prensa hidráulica de 500 toneladas que aplicaba presiones de hasta 1.2 gigapascales (GPa). Llegaron a la conclusión de que el manto de la Tierra tenía una composición diferente a la corteza, quizás silicatos ferromagnesios, y el núcleo era una combinación de hierro y níquel. Estimaron que la presión y la densidad en el centro eran 320 GPa y 10,700 kg/m³, no muy lejos de las estimaciones actuales de 360 GPa y 13,000 kg/m³.
El trabajo experimental en el Laboratorio de Geofísica se benefició del trabajo pionero de Percy Bridgman en la Universidad de Harvard, quien desarrolló métodos para la investigación de alta presión que condujeron a un Premio Nobel de física. Un estudiante suyo, Francis Birch, dirigió un programa para aplicar métodos de alta presión a la geofísica. Birch extendió la ecuación de Adams-Williamson para incluir los efectos de la temperatura. En 1952, publicó un artículo clásico, Elasticidad y constitución del interior de la Tierra, en el que estableció algunos hechos básicos: el manto es predominantemente silicatos; hay una transición de fase entre el manto superior e inferior asociada con una transición de fase; y el núcleo interno y externo son ambas aleaciones de hierro.

## Otras lecturas
- Kieffer, S. W.; Navrotsky, A. (1985). Microscopic to macroscopic : atomic environments to mineral thermodynamics. Washington, D.C.: Mineralogical Society of America. ISBN 978-0-939950-18-8.
- Poirier, Jean-Paul (2000). Introduction to the Physics of the Earth's Interior. Cambridge Topics in Mineral Physics & Chemistry. Cambridge University Press. ISBN 0-521-66313-X.